# Кампаран
Кампара́н (фр. и окс. Camparan) — коммуна во Франции, находится в регионе Юг — Пиренеи. Департамент — Верхние Пиренеи. Входит в состав кантона Вьель-Ор. Округ коммуны — Баньер-де-Бигор.
Код INSEE коммуны — 65124.

## География
Коммуна расположена приблизительно в 690 км к югу от Парижа, в 125 км юго-западнее Тулузы, в 50 км к юго-востоку от Тарба.
Коммуна расположена в долине Ор. Большую часть территории коммуны занимают леса.

## Климат
Климат умеренно-океанический с солнечной тёплой погодой и обильными осадками на протяжении практически всего года.

## Население
Население коммуны на 2010 год составляло 61 человек.
| 1962 | 1968 | 1975 | 1982 | 1990 | 1999 | 2010 |
| ---- | ---- | ---- | ---- | ---- | ---- | ---- |
| 48   | 43   | 42   | 42   | 50   | 54   | 61   |

## Администрация
| Период | Период | Фамилия       | Партия | Примечания |
| ------ | ------ | ------------- | ------ | ---------- |
| ?      | 2001   | Жан Видаль    |        |            |
| 2001   | 2014   | Дидье Морейон |        |            |
| 2014   | 2020   | Фредерик Фин  |        |            |

## Экономика
В 2010 году среди 46 человек трудоспособного возраста (15-64 лет) 34 были экономически активными, 12 — неактивными (показатель активности — 73,9 %, в 1999 году было 64,9 %). Из 34 активных жителей работали 32 человека (15 мужчин и 17 женщин), безработных было 2 (0 мужчин и 2 женщины). Среди 12 неактивных 2 человека были учениками или студентами, 7 — пенсионерами, 3 были неактивными по другим причинам.